# Oidium carpini
Oidium carpini är en svampart som beskrevs av Foitzik 1995. Oidium carpini ingår i släktet Oidium och familjen Erysiphaceae.   Inga underarter finns listade i Catalogue of Life.